# Pfarrer Iseli
Pfarrer Iseli ist ein Schweizer Dialektfilm von Albert Buchmüller aus dem Jahre 1970.

## Handlung
Die Bar- und Animierdame Maria Kunz wird in ihrer Wohnung in der Helvetiastrasse erwürgt aufgefunden. Gaudenz Moser wird am Tatort gesehen, als er mit seinem Motorrad davonfährt. Er baut einen Unfall und wird verhaftet. Alle Indizien sprechen gegen ihn. Sein Bruder Vinzenz Moser ruft Iseli, den Pfarrer seiner Bündner Heimatgemeinde, zu Hilfe.
Dieser macht sich unverzüglich nach Zürich auf, wo der Fall für die Polizei bereits geklärt ist, da ein Geständnis vorliegt. Pfarrer Iseli, der mit kriminalistischem Spürsinn gesegnet ist, glaubt nicht an die Schuld von Gaudenz Moser und nimmt eigene Ermittlungen im Zürcher Milieu auf. Im Umfeld der Toten kann er mehrere Verdächtige ausmachen, die durch ihr Verhalten auffallen, darunter den geschiedenen Ehemann, dessen Geschäftspartner, eine konkurrenzierende Mitarbeiterin und einen Vikar.
Die Lösung des Falles wird durch das Auftauchen seiner Haushälterin, die sich um seine Gesundheit sorgt, das Eingreifen des Kommissars, der rechtswidrige Handlungen befürchtet und zwei Boulevardjournalisten, die eine grosse Sache wittern, aufgehalten. Durch einen Trick gelingt es Pfarrer Iseli, den wahren Täter zu überführen.

## Hintergrund
Das erfolgreiche fünfteilige Radiohörspiel Helvetiastrasse 17 nahm Hans Jörg Tobler zum Anlass, eine Verfilmung anzustreben. Das Drehbuch wurde vom Hörspielautor selbst verfasst. Die meisten Sprecher der Hörspielreihe, darunter auch die beliebten Schauspieler Ruedi Walter und Margrit Rainer, konnten für den Film verpflichtet werden.
Die Dreharbeiten fanden im August 1969 statt.
Zur Uraufführung kam es am 23. Januar 1970 im Zürcher Kino Capitol. Es war der erste Dialektfilm, der nach Die sechs Kummerbuben von 1968 erschien. Das Schweizer Fernsehen strahlte die Kriminalkomödie am 29. September 1974 aus. Am 13. Juni 2010, kurz vor dem 20. Todestag des Hauptdarstellers, wurde die restaurierte Kinofassung am Bildschirm gezeigt.

## Kritiken
„Anspruchslos unterhaltender Dialekt-Film, zusammengemischt aus altbekannten Klischees, helvetischem Klamauk und einigen Peinlichkeiten.“